# United States Cartridge Company
A United States Cartridge Company (USCC) foi um dos primeiros fabricantes de munições em cartuchos para armas curtas. 
A empresa foi fundada em 1869 pelo general da Guerra Civil Americana Benjamin Butler. 

## Visão geral
Os primeiros passos da United States Cartridge Company ocorreram no período em que o design dos cartuchos teve sua evolução mais rápida. A cidade de Lowell, Massachusetts, emergiu como um dos produtores de cartuchos de maior sucesso nos Estados Unidos, enquanto Butler serviu como congressista de Massachusetts de 1867 a 1879 e como governador de 1883 a 1884. 
Depois de fornecer 65 por cento da produção americana de munições para armas curtas para a Primeira Guerra Mundial, a empresa foi adquirida pelo proprietário da Winchester Repeating Arms; e a fábrica de Lowell foi fechada quando a manufatura mudou para New Haven, Connecticut.

## A família Butler
Benjamin Butler, um advogado que cresceu em Lowell, tornou-se o principal acionista da "Middlesex Mills" na década de 1850; devido à sua prática jurídica bem-sucedida, ele foi um dos residentes mais ricos de Lowell no final da Guerra Civil. Com outros capitalistas locais, ele formou a "Wamesit Power Company", a "United States Bunting Company" e a "United States Cartridge Company". O advogado de patentes Joe V. Meigs inventou um cartucho metálico aprimorado para a empresa; e supervisionou a produção começando em 1869. Meigs foi substituído em meados da década de 1870 por Charles Dimon, que havia sido um oficial sob o comando de Butler durante a Guerra Civil. No início da década de 1880, a empresa empregava 250 trabalhadores na produção de cartuchos de papelão do tipo "shotshell", cartuchos metálicos e espoletas. Paul Butler assumiu o controle da empresa quando seu pai morreu em 1893. O neto de Benjamin Butler, Butler Ames, substituiu Charles Dimon em 1902.

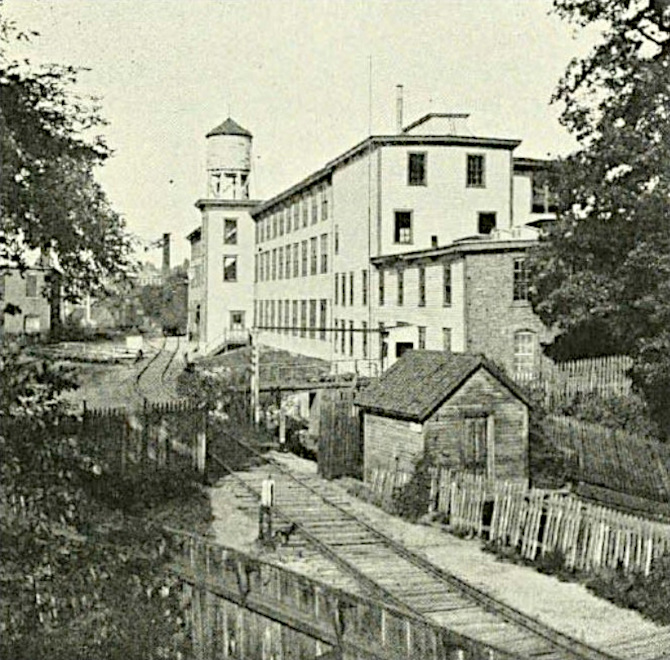
Vista da fábrica da United States Cartridge Company em 1899.

## Anos de expansão
A explosão de um paiol de pólvora em 29 de julho de 1903 em Tewksbury, Massachusetts, destruiu ou danificou setenta casas, matando 22 funcionários e residentes e feriu mais 70. Novas fábricas e depósitos de tijolos substituíram as primeiras estruturas de madeira antes da Primeira Guerra Mundial.
A empresa empregava 1.200 pessoas quando os agentes de compras britânicos chegaram em setembro de 1914 para solicitar a expansão da produção. A fábrica de tapetes "Lowell's Bigelow" foi convertida para a produção de munições e uma nova fábrica de munições foi construída em South Lowell. Como o número de empregados aumentou para 15.000, uma greve trabalhista no outono de 1915 foi resolvida dentro de um mês para sustentar a produção de munição. Um total de 2.262.671.000 cartuchos militares foram fabricados para o Reino Unido, Rússia, Holanda, Itália, França e Estados Unidos.

## Novos proprietários e localização
A National Lead Company adquiriu uma participação acionária controladora após a morte de Paul Butler em 1918. O maquinário de fabricação de cartuchos foi transferido de Lowell para New Haven em 1926, onde a fabricação continuou sob o nome de "Winchester" após o fechamento das fábricas de Lowell em 1º de janeiro de 1927.
A Winchester foi comprada pela Olin Corporation em 22 de dezembro de 1931. A Olin usou sua subsidiária a United States Cartridge Company para construir e operar a "Saint Louis Ordnance Plant", fabricando munição militar para armas curtas em St. Louis durante a Segunda Guerra Mundial.